# Anfidamante
Anfidamante (Calcide, ... – Eubea, 730 a.C.) è stato un sovrano greco antico, re di Calcide.

## Biografia
Scarsissime sono le notizie su questa figura storica. Si sa che morì giovane durante la lunga guerra lelantina, combattuta con la vicina Eretria per il possesso della pianura di Lelanto che si estendeva tra le due poleis greche.
In occasione dei suoi funerali il figlio Ganíctore indisse un agone atletico e poetico, chiamando a raccolta gli atleti più veloci e vigorosi e i letterati più sapienti. Tra questi ultimi, a prendervi parte, con successo, vi fu anche Esiodo.
se non verso l'Eubea da Aulide, dove una volta gli Achei
aspettando la fine della tempesta, una vasta armata raccolsero,

dall'Ellade sacra contro Troia dalle belle donne;
là io per le gare in onore del forte Anfidamante
per Calcide m'imbarcai; molti in bando
premi avevano posto del magnanimo i figli; là, io ti dico,
vincendo con un inno conquistai un tripode orecchiuto.

Lo consacrai alle Muse eliconie
là dove dapprima mi iniziarono all'armoniosa poesia;
solo questa esperienza ho di navi molto chiodate;

ma, pur così, io ti dirò di Zeus egioco la mente,
ché le Muse m'insegnarono a cantare un inno meraviglioso.»
(Esiodo, Le opere e i giorni, 648-662)
L'evento, se da un lato fornisce uno dei pochi dati cronologici certi riguardo alla vita di Esiodo, d'altro canto ha dato spunto a un fraintendimento, la fantasiosa deduzione della partecipazione alla competizione di un perdente Omero e quindi della contemporaneità tra i due poeti, se non addirittura dell'esistenza di un rapporto di parentela. Si tratta dell'opera Agone di Omero ed Esiodo.
Era un collezionista di casse.